# Табліній

Давньоримський домус. Табліній позначено цифрою 5

Таблі́ній, таблі́нум (лат. tablinum, також tabulinum, від tabula — «дошка, табличка») — приміщення в давньоримському житлі. Примикало безпосередньо до атріуму, від якого в деяких випадках його відділяла ширма або дерев'яна перегородка. Приміщення було по суті «кабінетом» глави сім'ї і призначалося для ділових зустрічей і прийому клієнтів, а також для зберігання документів (табличок із записами). За таблінієм зазвичай слідував перистиль. Стіни таблінуму часто були розписані фресками, а підлога вимощена мозаїчними плитами.
У давньогрецькому будинку таблінію відповідав простас.